# Nanticoke River
Nanticoke (ang. Nanticoke River) – rzeka na półwyspie Delmarva w amerykańskich stanach Delaware i Maryland. Uchodzi do zatoki Chesapeake. Nanticoke ma 48 km długości.